# Parapterois heterura
Parapterois heterura és una espècie de peix pertanyent a la família dels escorpènids.

## Descripció
- Fa 23 cm de llargària màxima.[2]

## Hàbitat
És un peix marí, demersal i de clima temperat que viu entre 40-300 m de fondària.

## Distribució geogràfica
Es troba des de KwaZulu-Natal (Sud-àfrica) fins al sud del Japó.

## Costums
Acostuma a emprar les seues grans aletes per arraconar a la seua presa en el moment de caçar.

## Observacions
És verinós per als humans.